# Michail Markin (giocatore di calcio a 5)
Michail Aleksandrovič Markin (in russo Михаил Александрович Маркин?; Mosca, 16 novembre 1971) è un ex giocatore di calcio a 5 russo, campione europeo con la nazionale russa nel 1999.

## Carriera
Markin ha disputato il vittorioso campionato europeo 1999 in cui la Russia ha battuto in finale i padroni di casa della Spagna ai tiri di rigore. Ha poi giocato altre due edizioni del torneo continentale e il Mondiale 2000. A livello di club ha legato buona parte della sua carriera alla Dina Mosca, con cui ha vinto numerosi trofei.

## Palmarès

### Club

#### Competizioni nazionali
- Campionato russo: 7
Dina Mosca: 1993-94, 1994-95, 1995-96, 1996-97, 1997-98, 1998-99, 1999-00
- Coppa di Russia: 6
Dina Mosca: 1993, 1995, 1996, 1997, 1998, 1999

#### Competizioni internazionali
- European Champions Tournament: 3
Dina Mosca: 1995, 1997, 1999 (non riconosciuti)
- Coppa Intercontinentale: 1
Dina Mosca: 1997 (non riconosciuta)

### Nazionale
- Campionato d'Europa: 1
Russia: 1999